# Tarantella (Unternehmen)

Logo von Tarantella

Tarantella, Inc., ehemals als Tarantella und Canaveral iQ bekannt, war ein US-amerikanisches Softwareunternehmen, das die gleichnamige Software (später umbenannt in Secure Global Desktop) entwickelte und verkaufte. Der Hauptsitz befand sich in Santa Cruz (Kalifornien). Tarantella wurde 2005 von Sun Microsystems übernommen.
Vor 2001 war das Unternehmen unter dem Namen The Santa Cruz Operation (SCO) als Entwickler der Unix-Varianten SCO Xenix, SCO UNIX (später umbenannt in SCO OpenServer) und UnixWare für Intel-x86-Prozessoren bekannt.

## Unternehmensgeschichte

### Überblick
Im Jahr 1979 gründeten Doug und Larry Michels die Firma The Santa Cruz Operation (SCO) als Unix-Dienstleister im kalifornischen Santa Cruz. 1983 brachten sie das im selben Jahr von Microsoft lizenzierte Unix-Derivat Xenix für Intel-Prozessoren auf den Markt. 1985 erfolgte die Portierung von Xenix auf den 80286, 1987 die Portierung auf den 80386. Da Microsoft in der Zwischenzeit das Interesse an Xenix verloren hatte, bekam SCO 1987 alle Rechte an Xenix überschrieben, im Gegenzug bekam Microsoft 25 % der Firmenanteile von SCO. Nach der Lizenzierung von System V Release 3.2 von AT&T und der Portierung auf den 80836 wurde ab 1989 SCO UNIX vertrieben, welches schließlich zum am häufigsten installierten Unix-System auf der x86-Architektur wurde. 1993 erfolgte der Börsengang (NASDAQ Stock Exchange: SCOX). Zwei Jahre später (1995) erwarb SCO den Quellcode von Novells Unix-Implementierung namens UnixWare, nicht jedoch die Rechte an Unix. Im selben Jahr wurde SCO UNIX in OpenServer umbenannt. UnixWare indes wurde weiterhin unter demselben Namen vermarktet.
Am 2. August 2001 gab SCO bekannt, dass sie ihre Server-Software-Abteilung mit ihren Unix-Derivaten UnixWare und OpenServer sowie die dazugehörige Service- und Support-Abteilung an Caldera verkaufen wollten. Der Verkauf war im Mai 2002 abgeschlossen, und Caldera benannte sich in Caldera International und später in SCO Group um. Ferner erfolgte nun die Umbenennung von UnixWare in OpenUnix. Die letzte Version von OpenServer erschien im Juni 2001. Der restliche Teil von SCO, die Tarantella-Abteilung, benannte sich in Tarantella, Inc. um, mit Alok Mohan als CEO.

### Das Tarantella-Projekt
1993 erwarb SCO die Firma IXI Limited, ein Softwareunternehmen in Cambridge, Großbritannien, das mit seinem X Desktop bestens bekannt war. 1994 folgten dann mit Visionware aus Leeds (Großbritannien) die Entwickler von XVision. Beide Teams wurden 1995 zu IXI Visionware zusammengeführt, die spätere Client-Integration-Abteilung (CID) von SCO. Diese Client-Integration-Abteilung konnte relativ unabhängig vom Rest von SCO agieren und sich darauf spezialisieren, Windows- und Unix-Systeme zu integrieren. Sie durften eine Zeit lang ihre eigene Webseite beibehalten und portierten ihre eigene Software auf alle Unix-Plattformen, auch zur Konkurrenz von SCO.
Gelegentlich gab es einige Reibereien zwischen CID und SCO: Allgemein warf SCO der CID vor, arrogant und absichtlich unkooperativ zu sein, während die CID SCO für langsam und bürokratisch hielt.
1997 veröffentlichte CID die Vision97-Produktreihe (später Vision2K): XVision Eclipse (ein PC-X-Server), VisionFS (SMB-Server für Unix), TermVision (ein Terminalemulator für Microsoft Windows), SuperVision (Zentralmanagement für Windowsbenutzer), SQL-Retriever (eine ODBC-konforme Datenbankanbindungssoftware, später eingestellt.) und TermLite (eine abgespeckte Variante von TermVision). Das VisionFS-Produkt wurde von Grund auf neu vom Cambridge-Team entwickelt. Die anderen Produkte wurden jedoch vom Leeds-Team entwickelt, also die meisten neuen Versionen der Visionware-Produkte.
Parallel zu den Vision97-Entwicklungen nahm ein separates Projektentwicklungsteam 1996 seine Arbeit auf: Codename Tarantella. Das Ziel dieses Projekts war: „irgendwo ist irgendein Kunde mit irgendeiner Anwendung“. Das Tarantella-Projekt beabsichtigte ein Angebot, das Zugriffe auf Backend-Servern gehostete Anwendungen irgendwelcher Art und Typ von jedem Clientcomputer zulässt, der javabasierte Webbrowser unterstützt.

### Erste Schritte des Projekts
Die erste Website von Tarantella präsentierte sich Weihnachten 1996 mit Livedemos einfacher Anwendungen. Die erste Veröffentlichung von Tarantella 1.0 war im November 1997 und damit manifestierte sich der Codename als endgültiger Produktname. Die späteren Versionen von Tarantella 1.x unterstützten mehr Anwendungen (wie auch Microsoft Windows) und Clients (auch Native Clients, damit die Abhängigkeit vom Javasupport wegfiel) als die erste. Skalierbarkeit und Sicherheitsfeatures wurden noch in das Produkt aufgenommen, um größere Unternehmensprodukte und Sicherheitsanwendungen über das Internet besser zu unterstützen. Ende 1999 wurde es in Tarantella Enterprise II umbenannt. Version 2.x gab es nie. Es gab dann auch das eingeschränkte Tarantella-Express-Produkt für Linux.

### Reorganisation
Im April 2000 reorganisierte sich SCO in drei Abteilungen: Die Server-Software-Abteilung, die Professional-Services-Abteilung und die Tarantella-Abteilung. Zu dieser Zeit zog die Webseite von tarantella.sco.com nach www.tarantella.com um, die Eigenständigkeit und Wichtigkeit von Tarantella widerspiegelnd. Im November 2000 folgte die Tarantella Enterprise Version 3.0 mit einem neugeschriebenen Server-Code in Java für Linux und Unix. In den folgenden Jahren kamen weitere Verbesserungen von 3.x hinzu. Tarantella stand nun gleichzeitig in Konkurrenz zur Software von Citrix.

### Der Abstieg
2001 kamen nun die weiter oben genannte Umbenennung in Tarantella und der Verkauf der anderen beiden Abteilungen zusammen mit Unix an Caldera. Trotz des Wachstums im Verkauf misslang es dem gesamten Unternehmen, klare Verkaufsziele zu definieren und erfolgreich abzuschließen. Einer der Gründe war die Abwärtsbewegung des Technologiemarkts (Platzen der Dotcom-Blase). Trotz des vielbeachteten Hauptprodukts von Tarantella war dieses Unternehmen nie profitabel genug und musste deshalb im Zeitraum 2001 bis 2003 Mitarbeiter entlassen. Die Probleme wurden auch nicht besser, als Tarantella die inzwischen in SCO Group umbenannte Caldera im Klageverfahren gegen IBM unterstützte. 2003 konnte Tarantella die Bedingungen für einen Verbleib im Listing des NASDAQ-SmallCap-Markts nicht mehr erfüllen. Konsequenterweise gab es ein 1-to-5 Aktiensplitting. Erfreulich war die gleichzeitige Übernahme von New Moon, die Entwickler von Canaveral iQ, eine Terminalserver-Anwendung für Microsoft Windows und ein Konkurrenzprodukt für Citrix.
Im Juli konstatierte der CEO Doug Michels, dass isolierte Wirtschaftspraktiken im europäischen Verkaufsraum die Gewinne für das vorausgegangene Quartal erheblich dämpfen würden. Später wurden mehr Unstimmigkeiten gefunden, die eine weitere Überprüfung aller Quartalsergebnisse nach sich zog. Die Konsequenz folgte auf dem Fuß: Im September 2003 wurde der Aufsichtsratsvorsitzende Alok Mohan Chief Financial Officer für Randall Bresee. In den folgenden Monaten wurde Tarantella von der NASDAQ-Liste gestrichen und begann den Handel „über den Ladentisch“ (OTC). Ebenso im Oktober erhielt das Unternehmen zusätzliche private finanzielle Unterstützung. Am 1. Dezember 2003 wurde Doug Michels ersetzt durch Frank Wilde als CEO. Am 6. Januar 2004 folgte John Greeley Alok Mohan als CFO nach.
Noch mehr Wechsel fanden an der Organisationsspitze von Tarantella im Februar 2004 statt: Fast alle Mitglieder des Executive Teams wurden ausgetauscht. Aber gleichzeitig bekam das Unternehmen eine Finanzspritze von ca. 16 Mio. Dollar und im März konnte Tarantella Caststream, Inc., kaufen, einen Provider für Gemeinschaftssoftware. Bemerkenswert ist daran, dass Caststream schon vom Management verwendet wurde, da es Frank Wilde mitbrachte, als er CEO von Tarantella wurde. Im April wurde Tarantella wieder im NASDAQ aufgeführt, da nun der obligatorische Geschäftsbericht wieder vorgewiesen werden konnte.
Am 10. Mai 2004 wurde Tarantella Enterprise 3 umbenannt nach Secure Global Desktop und Canaveral iQ wurde umbenannt nach Secure Global Desktop, Terminal Services Edition (SGD-TSE). Ferner kündigte Tarantella ein RDP-Terminalprogramm für Linux an.
Am 10. Mai 2005 kündigte Sun Microsystems an, Tarantella für 25 Millionen Dollar zu übernehmen. Anschließend wurde Tarantella als Unternehmenseinheit eingegliedert und SGD-TSE an Propalms Ltd. weiterverkauft.
Der Datenbank-Hersteller Oracle, der Sun Microsystems Anfang 2010 übernahm, führt das Produkt als Oracle Secure Global Desktop weiter und hat 2013 die neue Version 5.0 vorgestellt.